# Église Santa Restituta de Narni
Santa Restituta est une petite église catholique romaine, autrefois rattachée à un couvent clarissan de la ville de Narni, province de Terni, région de l'Ombrie (Italie).

## Histoire
Le monastère des Clarisses du troisième ordre a été fondé en 1562 par Suora Eusebia Borghese , une religieuse ayant fui Sienne pendant le siège par les Florentins. 
Après s'être rendue à Rome, puis à Lorette, elle est chargée par l'aristocrate local Paolo Orsini et l'évêque Pier Donato Cesi de fonder à Narni un monastère dédié à la martyre romaine Restituta. 
À la mort de Borghèse en 1590, la situation du couvent est mauvaise, vu la pauvreté des religieuses. Une dotation du marquis de Riano, Paolo Emilio Cesi, atténue ses difficultés financières. 
Il visite le site en 1604 et dote l'église d'un retable représentant la Visitation de sainte Élisabeth attribué au Cavalier d'Arpin au prix de 400 écus d'or ainsi que d'objets sacramentaux en argent ou dorés, dont un crucifix, des candélabres et une maison eucharistique. Enfin, l'église a également acquis un retable représentant  la Naissance de saint Jean-Baptiste, attribué à Antonio Gherardi. Le tableau provient de l'église détruite de San Giovanni Decollato.
Les dernières religieuses du couvent de Santa Margherita se sont installées ici à la fin du XIXe siècle.